# كريم الطرفي
كريم الطرفي (5 يوليو 1993 بجيتي في بلجيكا - ) هو لاعب كرة قدم بلجيكي في مركز الوسط. شارك مع منتخب بلجيكا تحت 17 سنة لكرة القدم ومنتخب بلجيكا تحت 18 سنة لكرة القدم ومنتخب بلجيكا تحت 19 سنة لكرة القدم. أما مع النوادي، فقد لعب مع دي غرافشاب ونادي رويال أندرلخت.

## وصلات خارجية
- كريم الطرفي على موقع الاتحاد البلجيكي (الإنجليزية)
- كريم الطرفي على موقع قاعدة بيانات كرة القدم.إي يو (الإنجليزية)